# ディズニーネイチャー
ディズニーネイチャー（Disneynature）はウォルト・ディズニー・カンパニー傘下であり2008年に設立された、自然の中に生息している野生動物に密着する映画制作会社である。

## 概要
ウォルト・ディズニー・カンパニー社（ウォルト・ディズニー・スタジオ）やディズニーランドなどの創立者であり、動物好きであったウォルト・ディズニーの意志を受け継ぐ形で、ドキュメンタリー映画を製作しており、ウォルト・ディズニー・モーション・ピクチャーズ・グループを構成する一員である。
ディズニーネイチャーは南極、北極などに生息している野生動物の生活（恋愛、家族）などの様子を世界中に届けるために撮影、制作されている。

## 動画配信サービス
ウォルト・ディズニー・ジャパンとNTTドコモとの連携によって誕生した「ディズニーデラックス」で配信されているほか、2019年11月12日にアメリカで展開され、ウォルト・ディズニー・ダイレクト・トゥ・コンシューマー&インターナショナルによるサービス「Disney+」などでも配信中である。

## 歴史
- 2008年4月21日 - ディズニーネイチャー開設。
- 2014年9月24日 - ディズニーネイチャープロダクションというディズニーネイチャーを所有する会社は解散し、ディズニーネイチャーのブランド、権利は引き続きウォルト・ディズニー・スタジオ内の部門[4]となっている。

## 作品
| #  | 邦題/原題                                                                 | 公開           | ナレーター（日本/アメリカ)               |
| -- | ------------------------------------------------------------------------- | -------------- | ---------------------------------------- |
| 1  | フラミンゴに隠された地球の秘密 The Crimson Wing: Mystery of the Flamingos | 2008年10月26日 | 宮崎あおい マリエラ・フロストラップ      |
| 2  | 花粉がつなぐ地球のいのち Wings of Life                                    | 2011年3月16日  | 木村多江 メリル・ストリープ              |
| 3  | サバンナを生きる百獣の王 African Cats                                     | 2011年4月22日  | 谷原章介 サミュエル・L・ジャクソン       |
| 4  | チンパンジー 愛すべき大家族 Chimpanzee                                    | 2012年4月20日  | 谷原章介 ティム・アレン                  |
| 5  | クマの親子の物語 Bears                                                    | 2014年4月18日  | 小澤征悦 ジョン・C・ライリー             |
| 6  | サルの王国とその掟 Monkey Kingdom                                         | 2015年4月17日  | 青木裕子 ティナ・フェイ                  |
| 7  | Growing Up Wild                                                           | 2016年12月6日  | デイビード・ディグス                     |
| 8  | ボーン・イン・チャイナ - パンダ・ユキヒョウ・キンシコウ - Born in China   | 2017年4月21日  | 益岡徹 ジョン・クラシンスキー            |
| 9  | Ghost of the Mountains                                                    | 2017年6月30日  | アントワーン・フークア                   |
| 10 | Expedition China                                                          | 2017年12月27日 | マギー・Q                                |
| 11 | ペンギンの住む氷の世界 Penguins                                           | 2019年4月17日  | エド・ヘルムズ                           |
| 12 | サンゴ礁のイルカたち Dolphin Reef                                         | 2020年4月3日   | 園崎未恵 ナタリー・ポートマン            |
| 13 | ゾウの足跡を追って Elephant                                               | 2020年4月3日   | 世戸さおり メーガン (サセックス公爵夫人) |
| 14 | ホッキョクグマの子育てサバイバル Polar Bear                               | 2022年4月22日  | 恒松あゆみ キャサリン・キーナー          |
| 15 | トラの親子と伝説の森 Tiger                                                | 2024年4月22日  | プリヤンカー・チョープラー               |
| 16 | Sea Lions of the Galapagos                                                | 2025年4月22日  | ブレンダン・フレイザー                   |

- その他に『アース』と『オーシャンズ』の北米での配給と『皇帝ペンギン ただいま』のフランスでの配給も行っている。